# 은전군
은전군 이찬(恩全君 李禶, 1759년 8월 14일 ~ 1778년 8월 26일)은 조선 후기의 문신, 왕족으로, 영조의 서손이자 사도세자(장조로 추존)의 서자이며, 어머니는 경빈 박씨(景嬪朴氏)이다. 정후겸, 홍계능 등과 정조에게 반감을 품었던 노론 벽파는 정조를 제거하고 은전군의 추대를 기도했고, 결국 무옥(誣獄)으로 몰려 희생되었다. 이름은 찬(禶), 자(字)는 연재(憐哉), 시호는 효민(孝愍)이다. 다른 이름은 이찬(李瓚), 이명(李䄙)이다. 별칭은 하엽생(荷葉生)이다.
1762년 1월 그의 생모 경빈 박씨가 아버지 사도세자에게 살해당한 것을 두고, 사도세자의 서자들 중 그가 사도세자에게 원한을 품었을 가능성이 있다 하여 노론벽파로부터 주목받아왔다. 노론은 그를 추대할 음모를 꾸미기도 했고 1776년 정조 즉위 후 노론 벽파의 택군(擇君)의 대상이 되었다. 1777년 8월과 9월 자객이 담을 넘다가 발각되어 홍계능, 홍상범 등이 체포되어 의금부에서 국문을 받던 중 그를 추대하려 한 계획이 드러났다. 정조는 그에게 자결을 명했으나 그는 반항했고, 결국 사사되었다. 자녀가 없어 사후 이복 형 은언군의 아들 풍계군을 양자로 입양하였고, 풍계군 역시 일찍 죽어 양손자를 입양하였다. 1850년(철종 1년)에 가서야 서영순의 상소로 복작되고 1871년(고종 8) 3월 16일 효민의 시호가 추증되었다.
철종, 고종, 흥선대원군과 관련하여 일제강점기 당시 대중문화의 소재가 된 은언군, 은신군과는 달리 오랫동안 조명받지 못하다가, 1970년대 이후 영조와 사도세자의 관계 및 사도세자 재조명 여론이 나타나면서 주목받게 되었다.

## 생애

### 불우한 생애 초반
이름은 찬(禶), 자(字)는 연재(憐哉), 시호는 효민(孝愍)이다. 아버지는 장조로 추존된 사도세자이며, 어머니는 경빈 박씨 빙애이다. 어머니 빙애의 실명은 한중록에 기록되어 후대에 알려졌다. 의소세자와 정조, 은언군, 은신군의 이복 동생이다. 부인은 평양인(平壤人) 조성(趙峸)의 딸 군부인 조씨(郡夫人 趙氏)이다.
어머니 경빈 박씨 빙애는 인원왕후전 침방 나인 출신이었다. 그는 1774년 7월 9일, 1774년판 선원속록(璿譜續錄)에 실리게 된다.
장조의 서자로 1759년(영조 35)에 태어났다. 그러나 그가 3살 되던 1762년, 의대병이 있던 사도세자가 옷이 몸에 맞지 않는다는 이유로 1월 그의 생모 수칙 박씨 빙애를 살해한다. 빙애를 구타할 때 사도세자는 빙애와의 사이에서 낳은, 돌이 갓 지난 왕자 은전군도 칼로 쳤다. 그리고 칼 맞은 은전군을 문 밖 연못에 던졌다. 이를 알고 영조의 계비 정순왕후가 은전군을 구하여 이름을 하엽생(荷葉生), 곧 '연잎이'라고 불렀다. 영조는 자(字)를 연재(憐哉), '가련하도다!'로 지어주었다.
어려서 고아가 되었으나 상궁들에 의해 양육되었다. 사도세자와 정조를 미워하던 노론 벽파는 그가 아버지에게 원한과 적개심을 품었을 것이라 내다봤고, 사도세자의 자녀들 중에서 그를 유독 주목하였다. 은전군을 추대하려던 이들 중에는 김귀주와 홍계희 등의 일가 친척들, 정조의 친모 혜경궁 홍씨의 친정 일족들도 끼어 있었다.

### 출궁과 가례
1765년(영조 41) 6월 26일 그의 이름이 의소세자의 이름 정(琔)과 음이 비슷하다는 이유로, 할아버지 영조는 이름을 찬에서 명(䄙)으로 개정하라고 지시하기도 했다. 그러나 그의 이름은 개명되지 않았다. 1767년 11월 군호는 은전으로 정해지고, 곧 은전군에 책봉되었다. 1768년(영조 44) 1월 1일 승정원의 건의로 은언군, 은신군, 은전군은 종친부유사당상(宗親府有司堂上)에 임명되었다.
1769년(영조 45) 6월 출궁하여 6월 10일 호조에서 그의 집터를 마련하였다. 이는 호조에서 올린 장계를 통해 승지 이재협(李在協)이 영조에게 직접 보고하였다. 1771년(영조 47) 2월 10일 영조의 특명으로 종친부유사당상에 임명되었다.
1772년(영조 47) 10월 19일 영조의 명으로 관례를 올리고 주관자로 종실 응선군 희(凝善君爔), 광릉부수 정(廣陵副守烻) 등이 정해져 10월 20일 관례를 올렸다. 1773년 3월 4일 영조의 특명으로 예조에서 은전군의 부인을 간택하였고, 3월 5일 바로 영조의 명으로 조성(趙峸)의 딸을 낙점하여 6월 15일 길례날자를 정한 뒤, 6월 28일 친영으로 혼례를 올렸다.

### 관료 생활
1771년(영조 47) 2월 10일 영조의 특명으로 종친부유사당상(宗親府有司堂上)을 거쳐 1773년(영조 49년) 7월 27일 종친부당상(宗親府堂上), 1773년 8월 5일 오위도총부 도총관에 제수되었고, 9월 23일 진시(辰時)와 9월 24일 진시(辰時) 약방제조 등과 함께 집경당에 입시하였다.
그 해 10월 4일 숭헌대부(崇憲大夫)에 가자되었으나 잘못 가자되었다는 이유로 이조에서 장계를 올려, 10월 5일 가덕대부로 개정해서 임명되었다. 1774년(영조 50) 1월 7일 할아버지 영조의 명으로 안국동에 있는 경은부원군 김주신 내외의 사당에 치제하고 돌아왔다. 1774년에 그는 종학(宗學)에 입학하여 수학하였다. 1774년(영조 50) 2월 3일 수덕대부(綏德大夫)에 가자되고, 이해 5월 20일 오위도총부 도총관(都摠管)에 제수되고, 이해 9월 19일 사옹원제조(司饔院提調)가 되었다. 1774년 5월 20일 오위도총부 도총관에 제수되었다. 1775년 4월 16일 영조가 집경당에서 약방의 진료를 받을 때 약방도제조 이사관, 제조 구윤옥 등의 관원들과 함께 입시하였다.
1775년(영조 51) 4월 24일 영조의 특명으로 흥록대부(興祿大夫)에 가자되고, 이해 12월 10일 다시 현록대부(顯祿大夫)에 가자되었다. 1776년(영조 52) 1월 17일 종부시제조(宗簿侍提調)가 되어 《선원보략 (璿源譜略)》의 발문을 썼다. 이해 2월 5일 왕세손 및 이복형 은언군(恩彦君)과 함께 수은묘(垂恩墓)에 가서 봉심(奉審)과 전작례(奠酌禮)를 행하였다. 한때 그는 전주이씨 문중의 문장(文長) 후보로 추천, 문장의 물망에 오르기도 했다.
아버지 사도세자의 죽음을 목격하고 노론에게 반감을 품던 정조 대신 노론은 그의 이복 동생인 은언군과 은신군을 임금으로 추대할 계획을 세웠으나 홍봉한이 이들의 시장에서 진 빚을 갚아준 것을 이상하게 본 영조에 의해 제주도에 유배, 은신군은 그곳에서 풍토병으로 사망한다. 그 뒤 노론은 그에게 주목하였다.
1776년(영조 53년) 1월 17일 종부시제조에 임명되었다. 종부시제조로 있으면서 역대 국왕의 팔고조도(八高祖圖), 왕비세보(王妃世譜)의 현황을 새로 갱신하였고, 인빈 김씨과 숙빈 최씨의 팔고조도를 제작하고 1월 20일 영조에게 보고하였다. 1776년 3월 5일 영조가 죽고 정조가 즉위한 뒤, 도총관에 임명되었다. 그해 5월 12일 궁궐에 입궁할 때 수행원을 많이 대동하고 들어왔다는 이유로 도승지 서호수의 탄핵을 받아 정조에 의해 파직되었다가, 바로 당일날 취소되고 서용되었다. 그러나 은전군의 장인 조성은 김귀주의 측근이었고, 정조는 그를 의심하였다.

### 추대 사건과 최후
1777년(정조 1) 5월 12일 파직되었으나 바로 복작시켰다.
정조 즉위 직후 홍인한(洪麟漢)·정후겸(鄭厚謙) 등에 의해 왕으로 추대할 계획을 세워 1777년(정조 1) 7월 홍술해(洪述海)의 아들 홍상범(洪相範 ), 홍계희의 8촌 진선 홍계능 등이 밤낮으로 정조의 즉위를 못마땅히 여겨 나라를 원망하면서 전라도 전주에서 서울로 올라와 강용휘(姜龍輝) 등과 공모하여 정조를 시해하고, 은전군을 왕으로 세우려 했다. 그러나 은전군이 이들과 적극적으로 모의하거나 만나거나, 내통했다는 근거는 없다. 한편 은전군을 추대하려던 이들 중에는 정조의 친외삼촌인 승정원승지 홍낙임(洪樂任)도 있었다. 홍낙임은 대장(大將)의 역할을 맡게 된다.
1777년 7월과 8월 은전군을 추대하려던 이들은 장사 전흥문(田興文) 등을 매수, 이들에게 비수를 품고, 취침 중이던 정조를 찌르려 대궐로 들어가게 했지만 정조는 피신하였고, 수문장에게 발각되어 모두 체포되었다. 이들이 포도청에 끌려가 문초를 당하자 모든 것이 드러나 홍상범 등 일당이 모두 잡혀 능지처참을 당했다. 조사 과정에서 한편 홍계희의 8촌간인 홍계능(洪啓能)이 유배가기 전, 자신의 아들 홍신해(洪信海), 조카인 홍이해(洪履海) 그밖에 참판 민홍섭(閔弘燮), 승정원 승지 이택수(李澤遂) 등과 함께 사전 모의한 사실까지 발각되었다. 그해 8월 의금부에서 이들을 체포하여 추국했고, 은전군을 추대하려 했다고 지목되었다.
8월부터 홍국영은 은전군을 공격했고, 이후 삼사(三司)·대신·종친들이 번갈아 상소하여 은전군을 죽이라고 하니 정조는 처음에는 허락하지 않다가 결국 자진을 명했는데, 그가 자신이 역모를 하지 않은 이상 죽을 이유가 없다며 반항하자, 삼사와 의금부의 탄핵은 거세어졌다. 1778년(정조 2) 8월 정조는 부득이 왕명으로 사약을 내려 사사(賜死)하였다. 죄명은 억울하게 죽은 어머니의 복수를 한다며 역모를 꾀했다는 것이 이유였다. 그의 나이 향년 19세였다. 한편 유배된 그의 처 군부인 평양조씨(郡夫人平壤趙氏)는 백령진(白翎鎭)에 안치되었다가, 1778년 2월 7일에 정조의 명으로 석방되었다.

### 사후
묘소는 경기도 과천군 북면 당정리(현, 경기도 군포시 당정동) 동북쪽 산 미좌(未坐)에 안장되었으나, 후에 묘소의 위치는 실전되었다.
1777년(정조 1) 후사가 없어 후일 이복형 은언군(恩彦君)의 아들을 후사로 내정했고 후일 은언군의 사남 풍계군(豊溪君) 이당(李瑭)을 양자로 삼았다. 그러나 풍계군 역시 후사가 없이 일찍 죽어 파양되었다. 순조 때에 이르러 그에 대한 복권 여론이 나타났으나 무산되었고, 1819년(순조 19) 그의 처 군부인 조씨가 그의 신원을 청하는 격쟁을 하여 형조는 승정원에 계를 올렸다. 철종이 즉위한 1850년(철종 1) 11월 10일 대왕대비 순원왕후가 유치선(兪致善)에게 정조때 당시 부득이한 처분이므로 금일 가부를 논해야 하느냐며 일의 관계가 무거운바 시원임대신을 모아 상고하게 하라고 명하였다. 그해 12월 22일 비변사 시원임대신 회의에서 그의 일은 건릉의 구 지문을 근거로 논의하였다.
1850년(철종 1) 12월 22일 비변사당상 서영순(徐英淳)의 상소로 12월 23일 현록대부에 복작되었고, 1871년(고종 8) 3월 16일 효민(孝愍)이라는 시호(諡號)에 추증하였다.
1851년(철종 2) 7월 14일 은전군의 봉사손을 정하라는 대왕대비 순원왕후의 뜻에 따라, 철종은 은전군의 사후양자 후보를 찾다가, 풍계군을 다시 은전군의 양자로 지정했다. 다시 풍계군의 사판을 은전군의 사판과 함께 봉사하게 되었다. 1851년 다시 철종의 명으로 풍계군을 양자로 들이고, 이세보를 풍계군의 양자로 들였다. 그러나 이세보가 외척의 정치 관여를 비판하다가 유배되면서, 선조의 9남 경창군 8대손 이도식(李道植)의 아들인 이승응을 다시 풍계군의 양자로 삼아 제사를 받들게 하였다.
철종, 고종, 흥선대원군의 직계이며, 일제강점기 당시 소설, 연극, 시 등 대중문화의 소재가 된 이복 형 은언군, 은신군과는 달리 오랫동안 조명받지 못하였고, 1948년 이후 편찬된 한국의 교과서에도 실리지 않았다. 1970년 이후 국사펀찬위 등에서 조선욍조실록, 연려실기술, 대동야승 등을 한글로번역하기 시작했고 영조와 사도세자 간의 관계, 사도세자 정신질환자설에 대한 이의제기, 사도세자가 노론에 의해 제거되었다는 견해 등이 나오면서 조명받게 되었다.

## 저작
- 《선원보략 (璿源譜略) (1776년판)》 발문

## 가족 관계
왕가(王家) 전주 이씨(全州 李氏)
- 조부 : 제21대 영조대왕(英祖大王, 1694 ~ 1776, 재위 1724 ~ 1776)
- 조모 : 소유영빈 이씨(昭裕暎嬪 李氏, 1696~1764)
  - 아버지 : 추존 장조의황제(莊祖懿皇帝, 1735 ~ 1762)
  - 적모 : 혜경궁 홍씨(惠敬宮 洪氏, 1735 ~ 1815)
    - 이복형 : 의소세자(懿昭世子, 1750 ~ 1752)
    - 이복형 : 제22대 정조선황제(正祖宣皇帝, 1752 ~ 1800)
    - 이복누나 : 청연공주(淸衍公主, 1754 ~ 1821), 광은위 김기성(金箕性)에게 하가.
    - 이복누나 : 청선공주(淸璿公主, 1756 ~ 1802), 흥은위 정재화(鄭在和)에게 하가.

  - 서모 : 숙빈 임씨(肅嬪 林氏, ? ~ 1773)
    - 이복 형 : 은언군(恩彦君, 1754 ~ 1801)
    - 이복 형 : 은신군(恩信君, 1755 ~ 1771)

  - 생모 : 경빈 박씨(景嬪 朴氏, ? ~ 1761년 음력 1월)
    - 누나 : 청근옹주(淸瑾縣主, ? ~ 1835년 음력 9월 1일), 당은첨위 증 당은위 홍익돈(洪益惇)에게 하가.

은전군 이찬(恩全君 李禶, 1759 ~ 1778)
- 정실 : 군부인 평양 조씨(郡夫人 平壤 趙氏, 1758년 10월 28일 ~ 1817년 3월 8일), 군수 조성(趙峸)의 딸.
  - 친자 없음.
  - 양자 : 풍계군 이당(豊溪君 李瑭, 豐溪君 李瑭, 1783년 2월 1일 - 1826년 5월 8일)[4]
  - 양며느리 : 광산현부인 증 광산군부인 광산김씨(光山縣夫人 贈 光山郡夫人光山金氏, 1803년 4월 4일 ~ 1864년 3월 29일), 김시채(金時彩)의 딸 - 자녀 없음
    - 양손자 : 완평군 이승응(完平君 李昇應, 1836년 7월 21일 ~ 1909년 10월 3일)[5]
    - 양손자 : 경평군 이호(慶平君 李晧, 1832년 6월 14일 ~ 1895년 11월 23일)[6]

  - 양 첩며느리 : 전주 이씨(全州李氏, 생물년 미상)[7]
    - 양손자(출계) : 익평군(益平君 李曦, 1824년 10월 16일 ~ 1863년 9월 18일)[8]

## 기타
어머니 경빈 박씨가 사도세자에게 살해당한 일로 사도세자의 아들들 중 유일하게 사도세자에게 원한을 갖고 있다는 점에서 1776년(정조 즉위년) 정조 즉위 후 노론 벽파의 택군의 대상이 되었다.

## 은전군이 등장한 작품
- 2007년~2008년 MBC 드라마 《이산》 - 강산
- 2011년 SBS 드라마 《무사 백동수》 - ?
- 웹툰 타임셰어하우스

## 같이 보기
| - 선원보략 - 은전군 추대 사건 - 정조 - 은언군 - 은신군 - 홍상범 - 홍술해 - 홍인한 - 정후겸 - 노론 | - 경빈 박씨 - 사도세자 - 의소세손 - 한중록 - 홍낙임 - 홍국영 - 벽파 - 시파 |

## 참고 문헌
- 영조실록
- 정조실록
- 순조실록
- 철종실록